# Celso
Celso (en griego: Κέλσος [Kelsos]) fue un filósofo griego que vivió en el siglo II. Su figura transcendió históricamente debido a que escribió una serie de textos contra el cristianismo, escritos y teorías que fueron contestados por el filósofo Orígenes. Su obra más conocida, el Discurso verdadero (Λόγος 'ΑληΘής), fue criticada por este en su obra Contra Celso, escrita entre 70 y 80 años más tarde y gracias a la cual se conserva parte de la obra de Celso.
Se cree que, dada la creciente propagación del cristianismo —ya denunciada por Plinio el Joven—, Celso dirigió sus escritos contra esta religión y en especial para contrarrestar las conversiones entre paganos.

## Obra
De no ser cierta su identificación con el filósofo epicúreo homónimo amigo de Luciano de Samosata, se conserva sólo su obra Doctrina verdadera (según otros traductores, Discurso sobre la verdad).
En ella se burla de Jesucristo, diciendo que habría sido hijo de una judía amancebada con un soldado romano de nombre Pantero, que habría practicado la magia que aprendió en Egipto y que por eso se ganó unos cuantos discípulos de entre la plebe más miserable y digna de compasión. Sin embargo, para Celso el argumento más fuerte en contra de Cristo es su humillante muerte en la cruz, absolutamente indigna de una divinidad. Compara luego los relatos de la resurrección con los que circulaban de otros personajes de la cultura griega:

Las viejas leyendas que narran el nacimiento divino de Perseo, de Anfión, de Eaco, de Minos, hoy ya nadie cree en ellas. Por lo menos dejan a salvo cierta verosimilitud, pues se atribuyen a esos personajes acciones verdaderamente grandes, admirables y útiles a los hombres. Pero tú ¿qué hiciste o dijiste hasta tal punto maravilloso? En el Templo la insistencia de los judíos no pudo arrancarte una sola señal que pudiera manifestar que eras verdaderamente el Hijo de Dios.
CELSO, Discurso verdadero contra los cristianos, pág. 29 (según la edición de Alianza Editorial)

Su prosa, si bien incendiaria, busca activar los mecanismos de la razón en una parte del movimiento cristiano que él consideraba capaz de entender su mensaje, a pesar de que consideraba a la mayoría de los fieles de la nueva religión como gente inculta:

La equidad obliga, no obstante, a reconocer que hay entre ellos gente honesta, que no está completamente privada de luces, ni escasa de ingenio para salir de las dificultades por medio de alegorías. Es a éstos, a quienes este libro va dirigido propiamente, porque si son honestos, sinceros y esclarecidos, oirán la voz de la razón y de la verdad, como espero.
Ibídem, pág. 24

De la crítica al fundador del cristianismo, pasa a sus seguidores y doctrinas. Según Celso los cristianos habrían favorecido una suerte de Estado dentro del Estado: no participan en los cultos ni fiestas, niegan las tradiciones de los antepasados. Además serían gente de la peor calaña: ignorantes, pobres, supersticiosos, vendidos, etc. Sin embargo, dada la situación del imperio, les invita a participar de una alianza política que permita un nuevo enriquecimiento del imperio.
Es revelador e invita a reflexionar su texto: 

Hay una raza nueva de hombres, nacidos ayer, sin patria ni tradiciones, unidos contra todas las instituciones religiosas y civiles, perseguidos por la justicia, universalmente marcados de infamia, pero que se glorían de la execración común.
Ibídem, pág. 19

Es crítico con las pruebas que ofrecen sus contemporáneos cristianos a favor de la divinidad de Jesús, al recordarles que mucho de lo que se le atribuía ya era común en otras figuras míticas de la época:

¿Qué razones os autorizaban a creer que él era Hijo de Dios?

— Y, decís, porque él sufrió el suplicio para destruir la fuente del pecado.

— Pero ¿no hay millares de otros que fueron ejecutados, y no con menos ignominia? (...) ¿Qué razón, a fin de cuentas, os persuade a creer en él? ¿Es porque predijo que después de muerto resucitaría? Pues bien, sea, admitamos que hubiera dicho eso. ¡Cuántos otros esparcen también maravillosas fanfarronadas para abusar y explotar la credulidad popular! Zamolxis de Citia, esclavo de Pitágoras, hizo otro tanto, según se dice, y el propio Pitágoras en Italia; y Rampsonit de Egipto, de quien se cuenta que jugó a los dados en el Hades con Deméter y que volvió a la tierra con un velo que la diosa le había dado. Y Orfeo entre los odrises, y Protesilao en Tesalia, y Hércules en el Ténaro, y Teseo. Convendría previamente examinar si alguna vez alguien, realmente muerto, resucitó con el mismo cuerpo.
Ibídem, pág. 38